# 31. březen
31. březen je 90. den roku podle gregoriánského kalendáře (91. v přestupném roce). Do konce roku zbývá 275 dní. Svátek má Kvido.

## Události

### Česko
- 1316 – Král Jan Lucemburský dal za věrné služby brněnským měšťanům pozemek v okolí hradu Obřany, který na svůj náklad dobyli. Zároveň osvobodil od placení obecné berně venkovské statky, které měšťané drželi v nájmu od šlechticů a duchovenstva.
- 1462 – Když české poselstvo požádalo papeže Pia II. o potvrzení kompaktát, papež je naopak zrušil. Znamenalo to, že každý, kdo je uznával, byl považován za kacíře a nepřítele církve.
- 1468 – Uherský král Matyáš Korvín vypověděl válku českému králi Jiřímu z Poděbrad a vtrhl do Čech na křižáckou výpravu za znovunastolení katolicismu, ale jeho motivy byly prostší - aby ovládl celou střední Evropu, potřeboval si podmanit český prostor
- 1475 – Obrovská hejna kobylek napadla Uhry, Moravu a Polsko.
- 1745 – Z Prahy byli vyhnáni všichni Židé.
- 1862 – Schválením stanov byl v Praze ustanoven spolek českých spisovatelů Svatobor.
- 1870 – Svárovská stávka: při střelbě do shromážděných dělníků bylo zabito 7 lidí včetně devítiletého chlapce
- 1901 – Premiéra opery Antonína Dvořáka Rusalka v Národním divadle.
- 1968 – V Praze byl založen Klub 231, organizace sdružující politické vězně komunistického režimu v Československu
- 1988 – Při železniční nehodě v Praze zahynuli 2 lidé a 15 jich bylo zraněno.
- 1990
  - Miloslav Vlk byl vysvěcen biskupem.
  - Doposud jednotná Komunistická strana Československa se rozdělila na Komunistickou stranu Čech a Moravy a Komunistickou stranu Slovenska, které měly organizační samostatnost.
- 2001 – Cyril Svoboda odstoupil z funkce lídra Čtyřkoalice.
- 2005 – Státní zástupce obžaloval katarského prince Háinida bin Abdal Saního. S ním byly obžalovány tři mladé ženy za to, že mu dodávaly nezletilé dívky.
- 2016 – ČSSD prohrála spor se Zdeňkem Altnerem o Lidový dům, má zaplatit víc než 337 milionů. Kvůli dlouho trvajícím právním tahanicím se však Altner svých peněz nedočkal, 7. listopadu 2016 zemřel.

### Svět
- 1084 – Vzdoropapež Klement III. korunoval německého císaře Jindřicha IV.
- 1146 – Bernard z Clairvaux pronesl své slavné kázání na poli u Vézelay, podněcující k nezbytnosti druhé křížové výpravy. Ludvík VII. Francouzský byl přítomný a přidal se k výpravě.
- 1387 – Zikmund Lucemburský, syn Karla IV., se stal uherským králem.
- 1475 – Obrovská hejna kobylek napadla Uhry, Moravu a Polsko.
- 1492 – Katolická Veličenstva Isabela Kastilská a Ferdinand II. Aragonský vydali Dekret z Alhambry, který nařizoval všem sefardským Židům opustit do 31. července Kastilské a Aragonské království. Statisíce Židů konvertovalo ke katolicismu nebo opustilo zemi.
- 1814 – Vojska šesté protifrancouzské koalice dobyla Paříž.
- 1904 – V průsmyku u vesnice Guru, při tzv. Younghusbandově expedici, Britové zmasakrovali neútočící tibetské vesničany.
- 1918 – USA uzákonily letní čas na který přešly všechny státy kromě Arizony.
- 1943 – Premiéra muzikálu R. Rodgerse a O. Hammersteina Oklahoma! na Broadwayi v New Yorku.
- 1997 – Jaromír Jágr hrál svůj 500. zápas v NHL (proti Floridě)
- 1998 – Byl zveřejněn zdrojový kód Netscapu.
- 2005
  - Komisař NHL Gary Bettman oznámil, že celá sezóna 2004–05 se kvůli probíhající stávce ruší.
  - Byla objevena trpasličí planeta Makemake.
- 2009 – Skončil projekt Wikia Search.

## Narození

### Česko

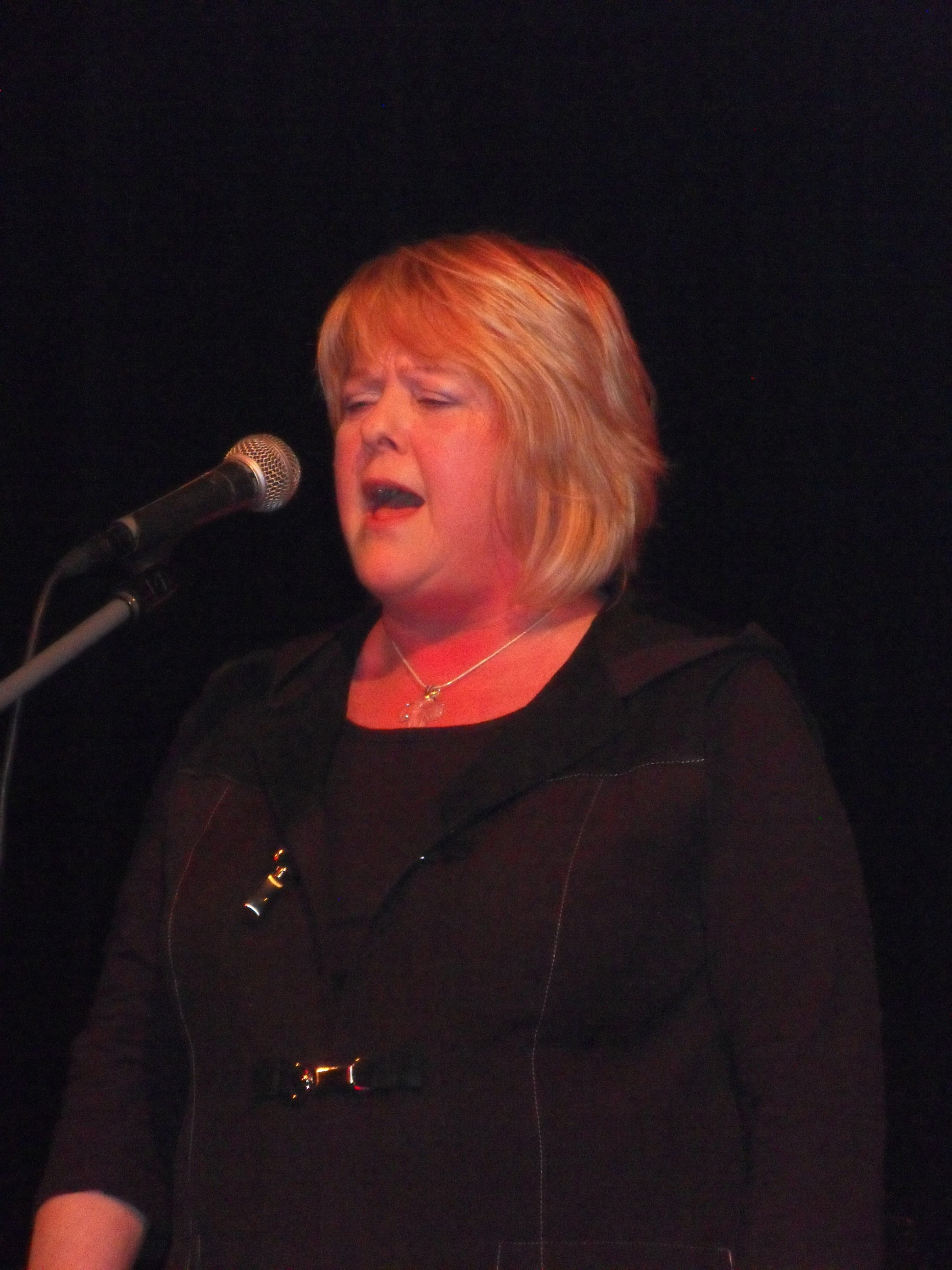
Hana Ulrychová (* 1949)

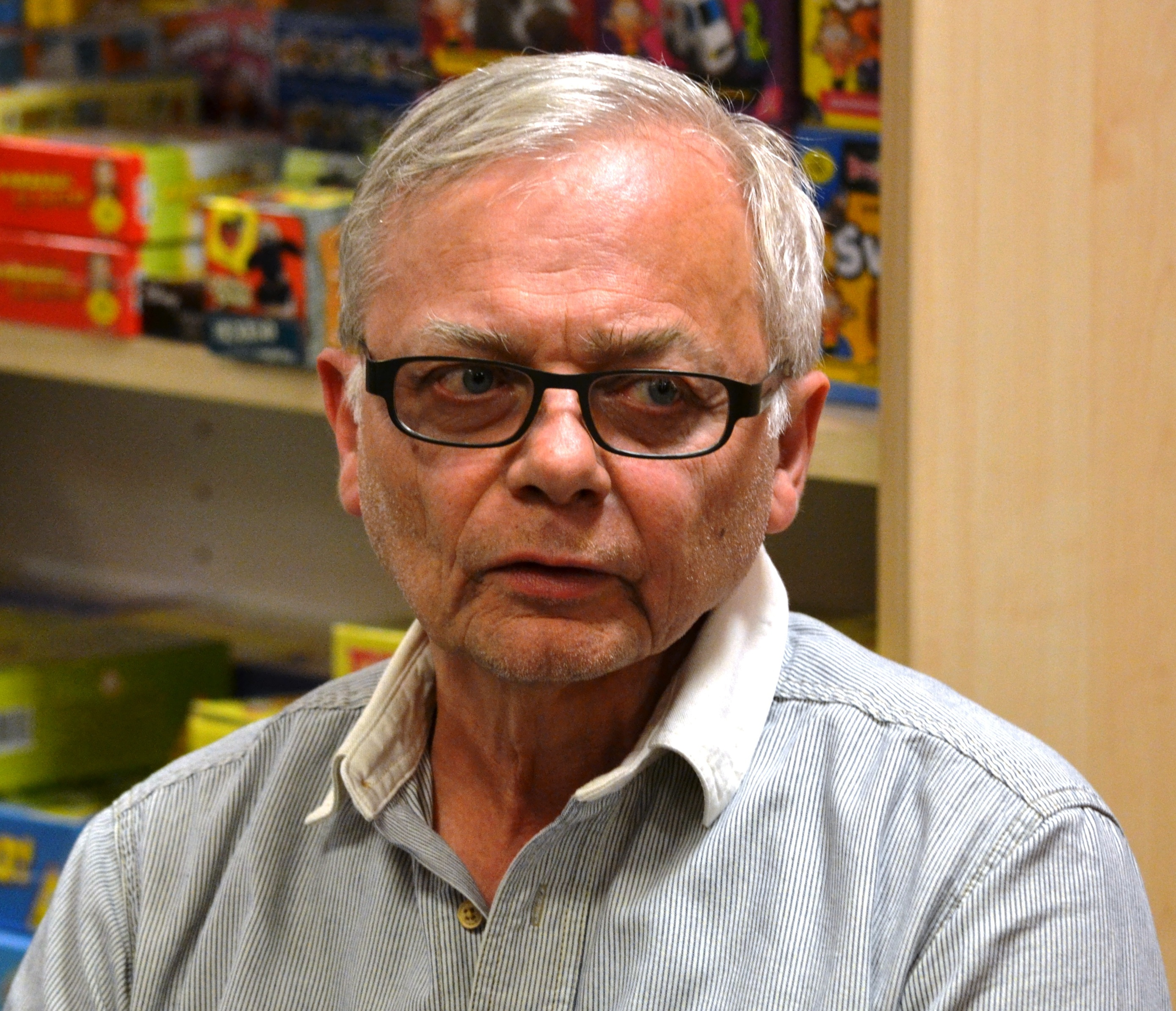
Karel Smyczek (* 1950)

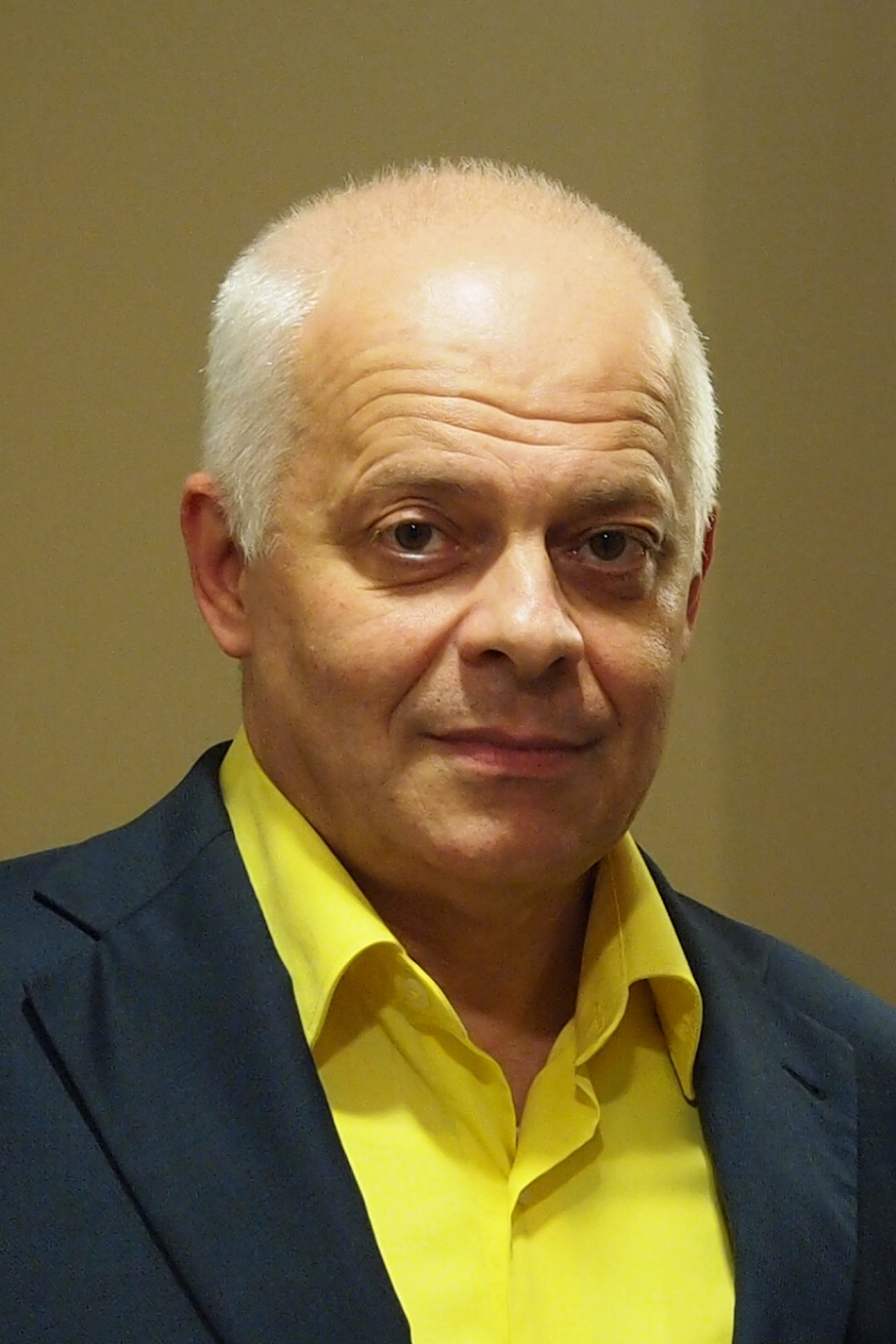
Bohumil Klepl (* 1958)

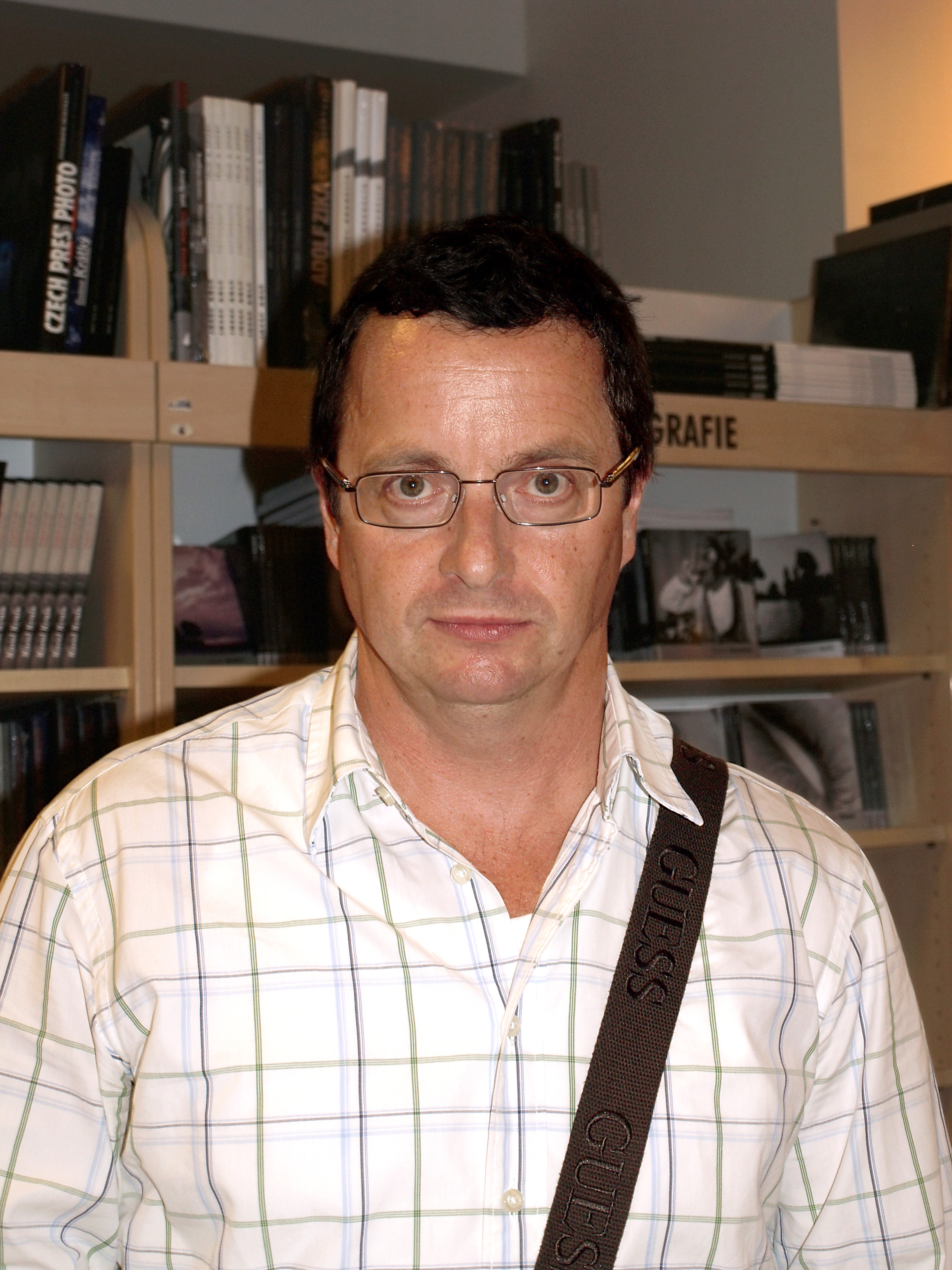
Michal Viewegh (* 1962)

- 1804 – Jan Karel Rojek, kněz a národní buditel († 11. srpna 1877)
- 1815 – František Hajniš, humorista († 27. prosince 1885)
- 1832 – Antonín Steidl, lékař a politik († 26. srpna 1913)
- 1834 – Hugo Jelínek, cukrovarnický odborník, vynálezce a politik († 10. dubna 1901)
- 1841 – Jan Bohuslav Miltner, středoškolský profesor a historik († 31. ledna 1887)
- 1850 – Josef Baše, evangelický básník († 10. ledna 1899)
- 1858 – Tereza Svatová, spisovatelka († 19. února 1940)
- 1862 – Jindřich Matiegka, lékař a antropolog, rektor Univerzity Karlovy († 4. srpna 1941)
- 1864 – Ludwig Spiegel, československý politik německé národnosti († 14. srpna 1926)
- 1868 – Josef Loutocký, reformní pedagog a spisovatel († 7. ledna 1931)
- 1876 – Václav Zbořil, československý politik († ? 1956)
- 1883 – František Lašek, herec († 13. března 1957)
- 1885 – Václav Vilém Štech, historik umění († 24. června 1974)
- 1886 – Vlastimil Lada-Sázavský, šermíř, bronzová medaile v šermu šavlí na OH 1908 († 22. dubna 1956)
- 1894 – Antonín Hojer, fotbalista († 20. října 1964)
- 1901 – Josef Macůrek, historik († 20. dubna 1992)
- 1903 – Frank Tetauer, dramatik a spisovatel († 15. prosince 1954)
- 1910 – Karel Jernek, divadelní režisér († 22. června 1992)
- 1915 – František Ferda, kněz, diagnostik a léčitel († 7. srpna 1991)
- 1918 – Jan Šabršula, romanista († 14. února 2015)
- 1927 – Lubomír Kostelka, herec († 28. listopadu 2018)
- 1928 – Milán Václavík, ministr národní obrany ČSSR († 2. ledna 2007)
- 1929 – Přemysl Frič, lékař, gastroenterolog
- 1930 – Alfréd Jindra, kanoista, bronzová medaile na OH 1952 († 7. května 2006)
- 1932 – Bohuslav Blažej, knižní grafik a typograf († 14. ledna 1989)
- 1933 – Miloš Petr, hráč na lesní roh († 2. března 2001)
- 1936 – Jana Rybářová, herečka († 11. února 1957)
- 1939 – Zdeněk Kropáček, horolezec a politik
- 1948 – Jiří Drašnar, spisovatel († 17. března 2013)
- 1949
  - Zuzana Michnová, zpěvačka a hudební skladatelka
  - Hana Ulrychová, zpěvačka
- 1950
  - Jiří Josek, bohemista, překladatel, redaktor, nakladatel a divadelní režisér
  - Karel Smyczek, režisér, scenárista a herec
- 1951 – Eva Roučka, výtvarnice, sochařka a designérka
- 1952 – Pavel Suchánek, politik, předseda Rozpočtového výboru sněmovny
- 1954
  - Blanka Paulů, běžkyně na lyžích, stříbrná na OH 1984
  - Jiří Siostrzonek, slezský sociolog, fotograf a kulturní pracovník
- 1958
  - Luboš Bělka, buddholog a religionista
  - Bohumil Klepl, herec
- 1962 – Michal Viewegh, spisovatel a publicista
- 1980 – Daniel Bambas, herec

### Svět

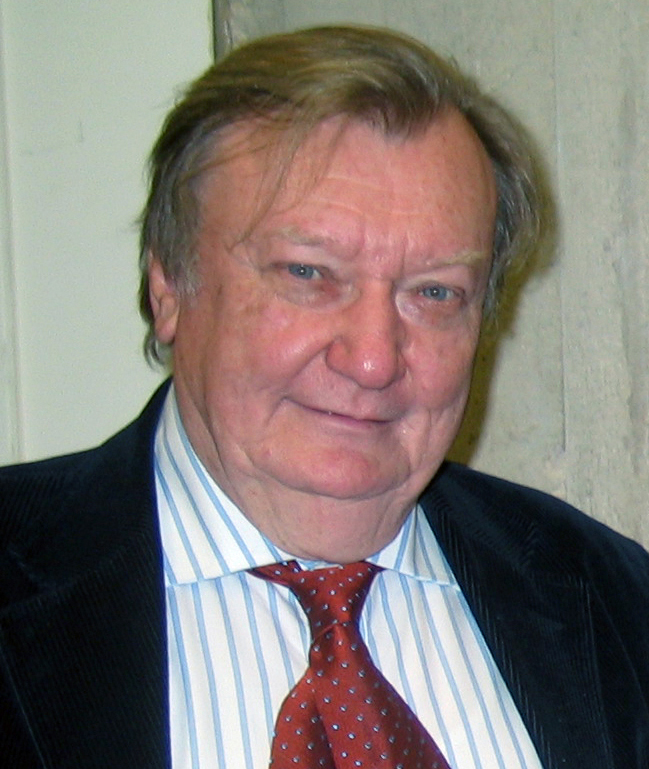
Carlo Rubbia (* 1934)

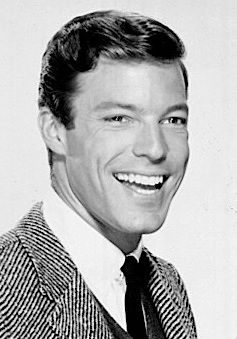
Richard Chamberlain (* 1934)

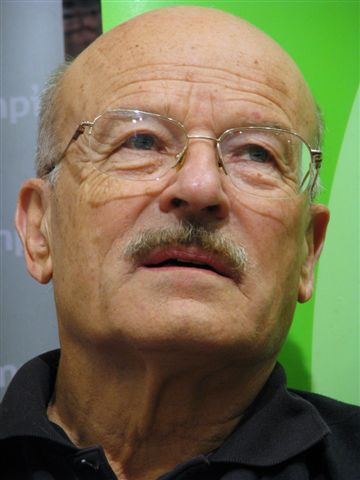
Volker Schlöndorff (* 1939)

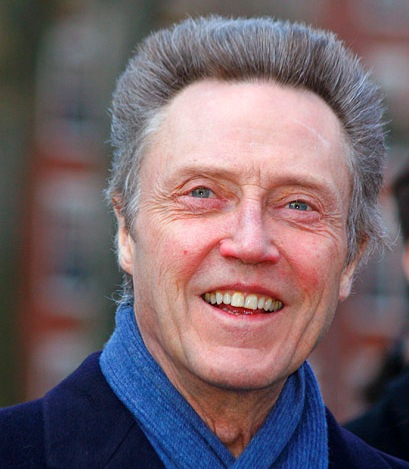
Christopher Walken (* 1943)

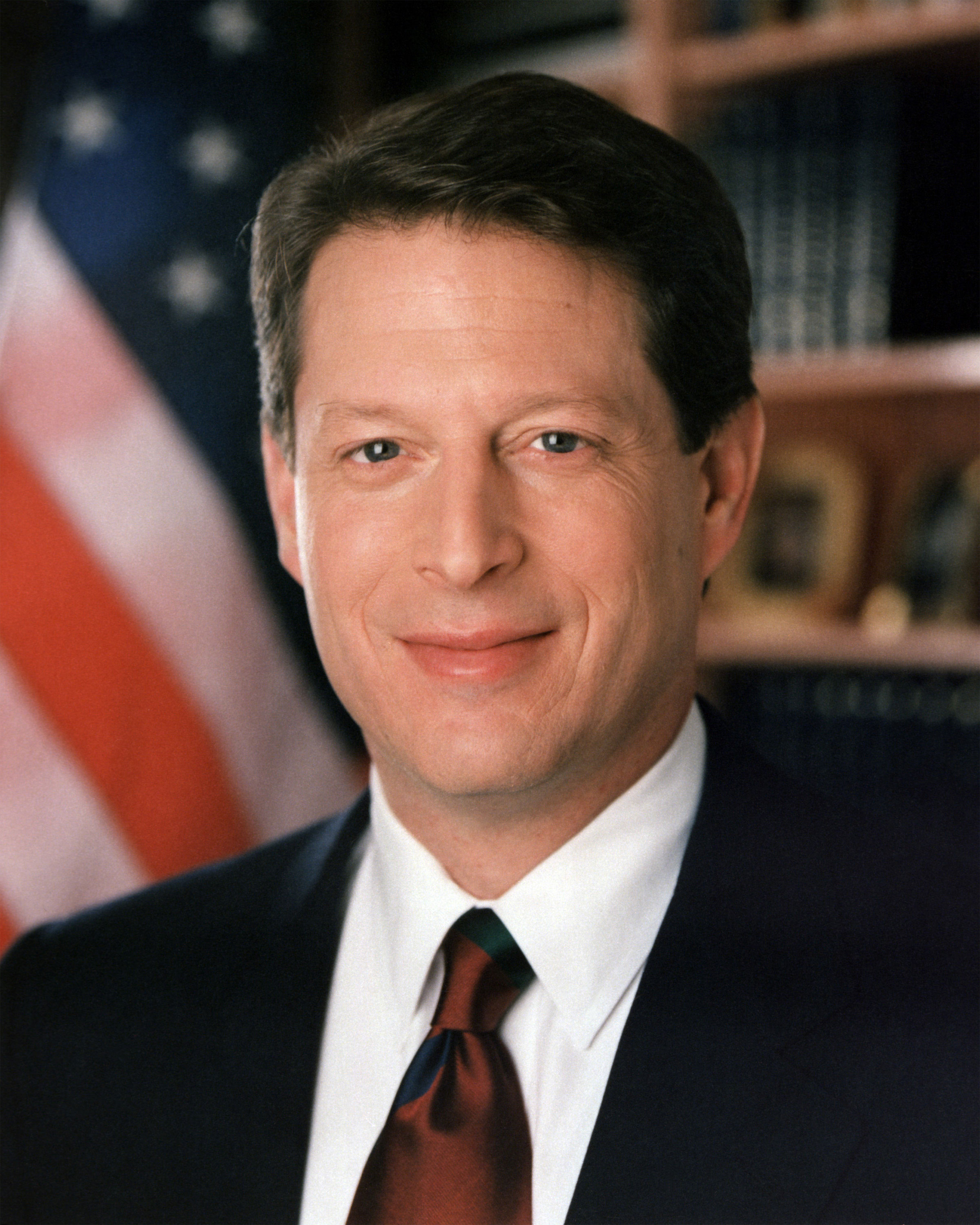
Al Gore (* 1948)

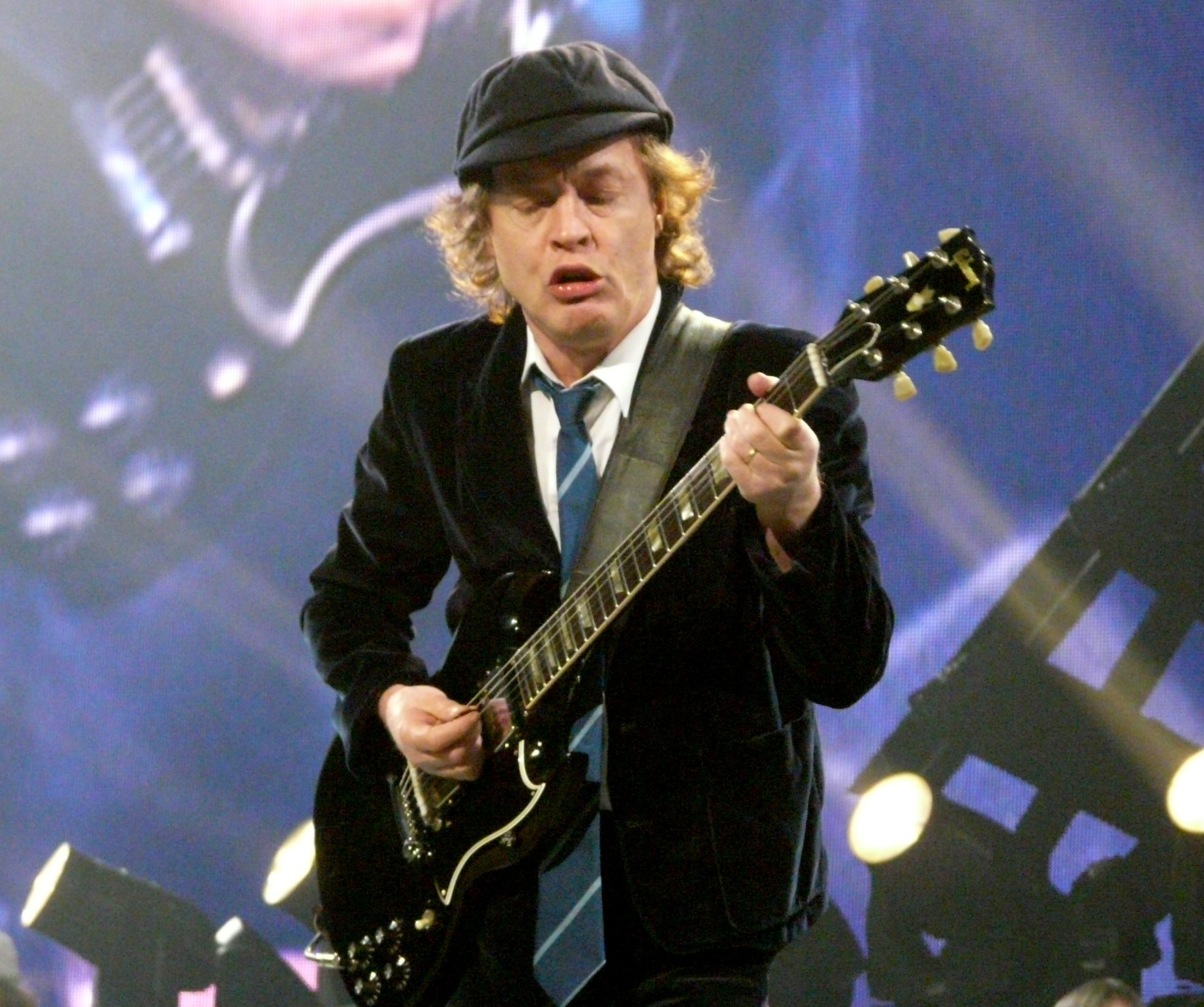
Angus Young (* 1955)

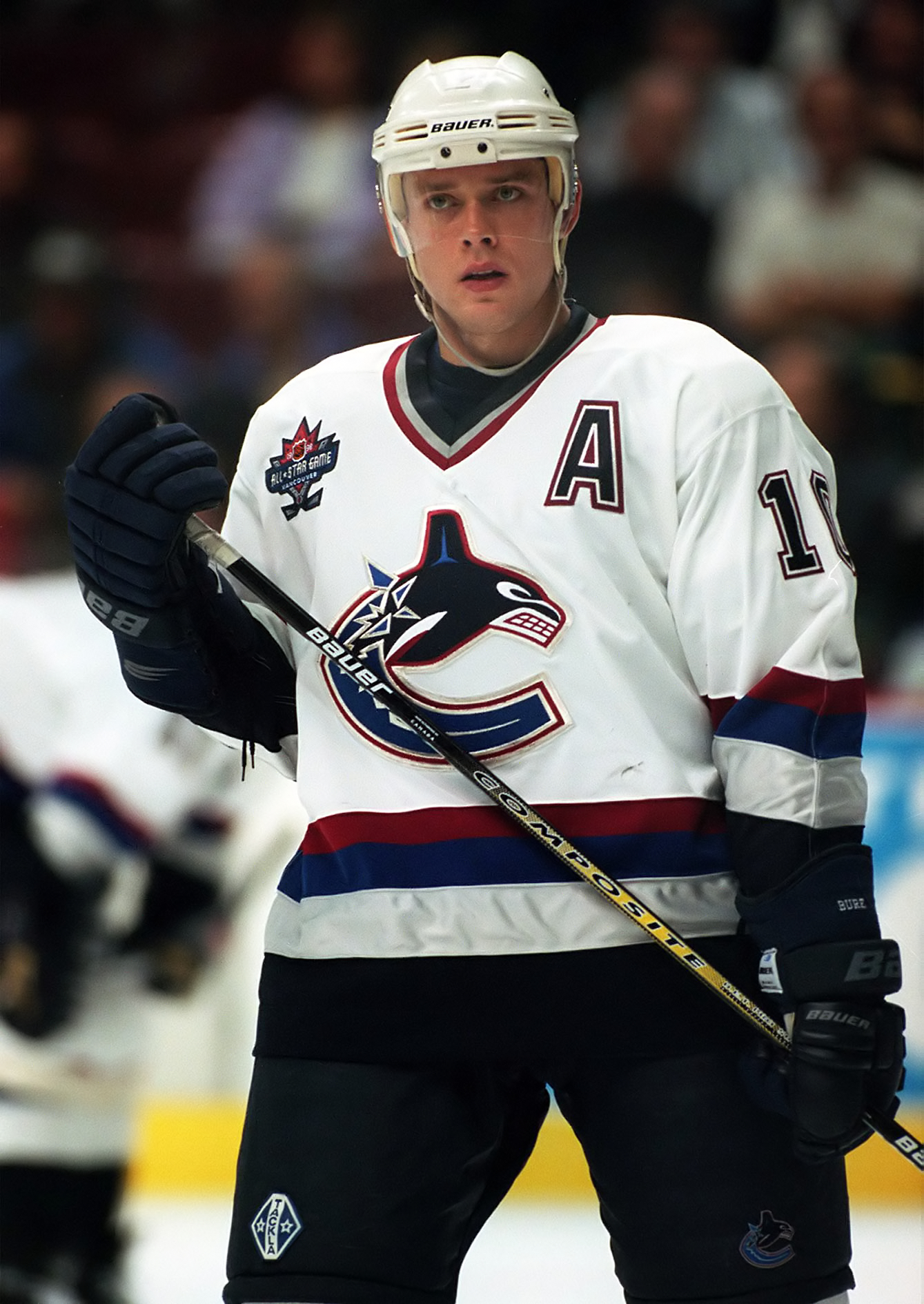
Pavel Bure (* 1971)

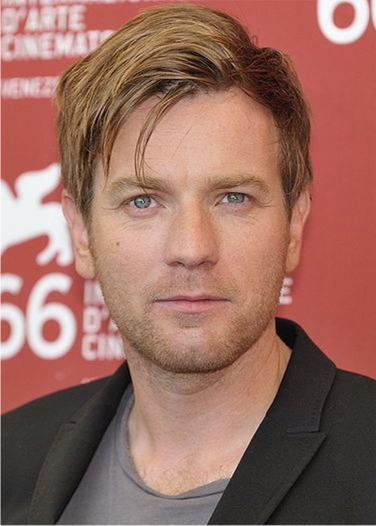
Ewan McGregor (* 1971)

- 1270 – Jindřich II. Kyperský, král Kypru a Jeruzaléma (* 1324)
- 1347 – Fridrich III. Habsburský, rakouský vévoda († 10. prosince 1362)
- 1359 – Filipa Lancasterská, manželka portugalského krále Jana I. († 19. července 1415)
- 1373 – Kateřina z Lancasteru, kastilská královna († 1418)
- 1499 – Pius IV., papež († 9. prosince 1565)
- 1519 – Jindřich II. Francouzský, francouzský panovník († 10. července 1559)
- 1576 – Luisa Juliana Oranžská, oranžsko-nassavská princezna, falcká kurfiřtka († 15. března 1644)
- 1596 – René Descartes, francouzský filozof, matematik a fyzik († 11. února 1650)
- 1651 – Karel II. Falcký, falcký kurfiřt († 16. května 1685)
- 1670 – Ludvík August, vévoda z Maine, legitimizovaný syn francouzského krále Ludvíka XIV. a Madame de Montespan († 14. května 1736)
- 1675 – Benedikt XIV., papež († 3. května 1758)
- 1684 – Francesco Durante, italský hudební skladatel († 30. srpna 1755)
- 1685 – Johann Sebastian Bach, německý hudební skladatel a varhaník († 28. července 1750)
- 1718 – Mariana Viktorie Španělská, portugalská královna († 15. ledna 1781)
- 1723 – Frederik V., dánský a norský král († 13. ledna 1766)
- 1730 – Étienne Bézout, francouzský matematik († 27. září 1783)
- 1732 – Joseph Haydn, rakouský skladatel, „otec symfonie“ († 31. května 1809)
- 1753 – Johann Martin Abele, německý publicista a historik († 3. září 1805)
- 1778 – Coenraad Jacob Temminck, nizozemský zoolog († 30. ledna 1858)
- 1779 – Georg Lankensperger, německý vynálezce († 11. července 1847)
- 1796 – Hermann Hupfeld, německý teolog a orientalista († 24. dubna 1866)
- 1800 – Osip Senkovskij, ruský spisovatel a orientalista († 16. března 1858)
- 1803 – Marie Luisa Meklenbursko-Zvěřínská, sasko-altenburská vévodkyně († 26. října 1862)
- 1811 – Robert Wilhelm Bunsen, německý chemik († 1899)
- 1822 – Dmitrij Vasiljevič Grigorovič, ruský spisovatel († 3. ledna 1900)
- 1823 – William Hart, americký malíř († 17. června 1894)
- 1824 – Adela Ostrolúcka, slovenská šlechtična († 18. března 1853)
- 1838 – Léon Dierx, francouzský básník († 12. června 1912)
- 1843 – Bernhard Förster, německý antisemita († 3. června 1889)
- 1844 – Andrew Lang, skotský antropolog, spisovatel a folklorista († 20. července 1912)
- 1847 – Jegor Ivanovič Zolotarjov, ruský matematik († 19. července 1878)
- 1848 – Diederik Korteweg, nizozemský matematik († 10. května 1941)
- 1855 – Théophile Cart, francouzský esperantista († 21. května 1931)
- 1872
  - Sergej Ďagilev, ruský baletní impresário († 19. srpna 1929)
  - Alexandra Kollontajová, ruská revolucionářka († 9. března 1952)
- 1884 – Henri Queuille, francouzský politik, ministerský předseda a několikanásobný ministr († 15. června 1970)
- 1887 – José María Usandizaga, španělský hudební skladatel a klavírista († 5. října 1915)
- 1889
  - Franjo Lučić, chorvatský skladatel a varhaník († 16. března 1972)
  - Štefan Osuský, slovenský politik a diplomat († 1973)
- 1890 – William Lawrence Bragg, britský fyzik († 1. července 1971)
- 1891 – Esther Kreitman, autorka románů a povídek v jazyce jidiš († 13. června 1954)
- 1893 – Clemens Krauss, rakouský dirigent († 16. května 1954)
- 1894 – Anatol Josepho, americký vynálezce v oblasti fotografie († prosinec 1980)
- 1900 – Henry, vévoda z Gloucesteru, britský královský princ († 10. června 1974)
- 1906 – Šin’ičiró Tomonaga, japonský fyzik, Nobelova cena za fyziku 1965 († 8. července 1979)
- 1909 – Robert Brasillach, francouzský proněmecký spisovatel a žurnalista († 6. února 1945)
- 1914
  - André Regenermel, americký radiotelegrafista a konstruktér († 30. září 1941)
  - Octavio Paz, mexický básník († 20. dubna 1998)
- 1922 – Richard Kiley, americký herec († 5. března 1999)
- 1923
  - Jean Blot, francouzský spisovatel a překladatel († 23. prosince 2019)
  - Šošana Damari, izraelská zpěvačka († 14. února 2006)
- 1926 – John Fowles, britský spisovatel a esejista († 5. listopadu 2005)
- 1927
  - Eduardo Martínez Somalo, španělský kardinál († 10. srpna 2021)
  - Cesar Chavez, americký aktivista mexického původu († 13. dubna 1993)
  - Vladimir Sergejevič Iljušin, sovětský zkušební pilot († 1. března 2010)
- 1928 – Gordie Howe, kanadský hokejista († 10. června 2016)
- 1929
  - Jean Widmer, francouzský typograf
  - Hvezdoň Kočtúch, slovenský ekonom a politik († 20. února 1994)
- 1930 – Julián Herranz Casado, španělský kardinál
- 1931
  - Tamara Tyškevičová, sovětská olympijská vítězka ve vrhu koulí († 27. prosince 1997)
  - Július Krempaský, slovenský fyzik († 6. prosince 2019)
- 1932
  - Nagisa Óšima, japonský filmový režisér († 15. ledna 2013)
  - John Jakes, americký spisovatel († 11. března 2023)
- 1933 – John C. Butcher, novozélandský matematik
- 1934
  - Carlo Rubbia, italský fyzik a nositel Nobelovy ceny
  - Richard Chamberlain, americký herec († 29. března 2025)
- 1935 – Herb Alpert, americký trumpetista
- 1939
  - Zviad Gamsachurdia, vědec, spisovatel, disident a první prezident Gruzie († 31. prosince 1993)
  - Jozef Mikloško, slovenský politik, bývalý místopředseda vlády ČSFR
  - Volker Schlöndorff, německý filmový režisér a producent
  - Karl-Heinz Schnellinger, německý fotbalista († 20. května 2024)
- 1943 – Christopher Walken, americký filmový a divadelní herec
- 1944 – Mick Ralphs, britský kytarista a skladatel († 23. června 2025)
- 1945 – Gabe Kaplan, americký komik, herec
- 1946 – Klaus Wolfermann, německý olympijský vítěz v hodu oštěpem z roku 1972 († 18. prosince 2024)
- 1947 – Ronny Reich, izraelský archeolog
- 1948
  - Al Gore, americký politik
  - Edward Lachman, americký kameraman a režisér
- 1955
  - Filip Dimitrov, premiér Bulharska
  - Angus Young, skotský kytarista, člen skupiny AC/DC
- 1958
  - Tony Cox, americký herec
  - Sylvester Groth, německý herec a zpěvák
- 1967 – Ľubomír Luhový, slovenský fotbalista
- 1970 – Alenka Bratušeková, slovinská premiérka (2013–2014)
- 1971
  - Pavel Bure, ruský hokejista
  - Ewan McGregor, skotský herec a producent
- 1975 – Alexander Waske, německý tenista
- 1979 – Alžbeta Stanková, slovenská herečka
- 1981
  - Ryan Bingham, americký zpěvák a kytarista
  - Lourdes Domínguezová Linová, španělská tenistka
- 1984
  - Zdenka Predná, slovenská zpěvačka
  - Jack Antonoff, americký hudebník, hlavní kytarista skupiny Fun.
  - Martins Dukurs lotyšský skeletonista
- 1987 – Georg Listing, německý hudebník, člen skupiny Tokio Hotel
- 1991 – Codie Taylor, novozélandský ragbista

## Úmrtí

### Česko

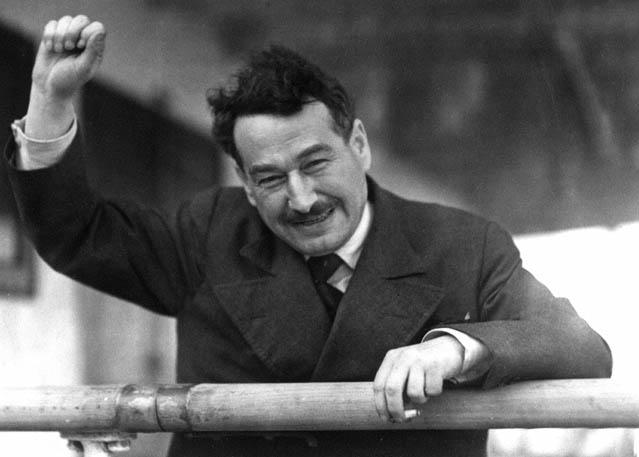
Egon Erwin Kisch († 1948)

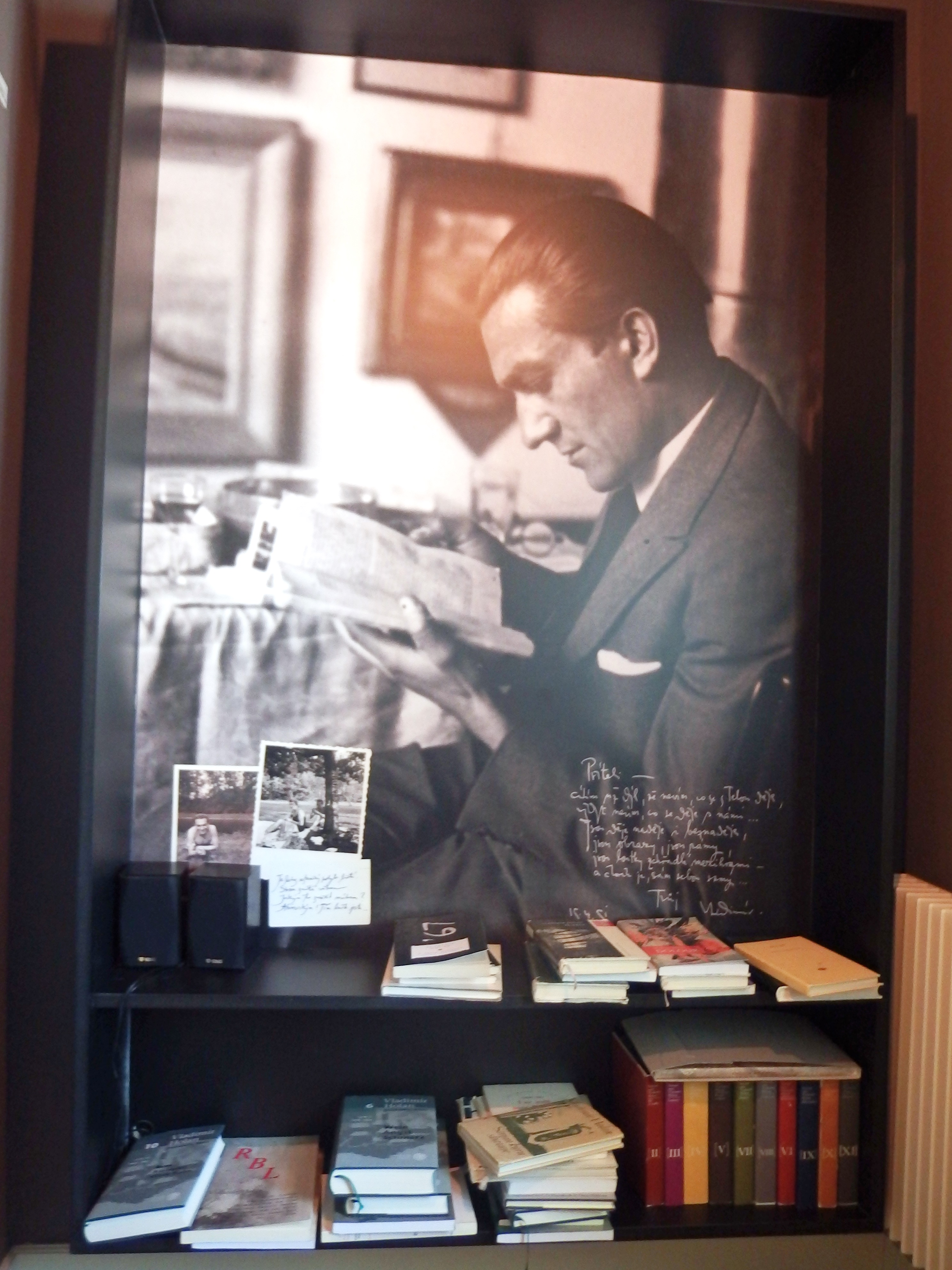
Vladimír Holan († 1980)

- 1693 – Jiří Melcelius, barokní skladatel (* 1624)
- 1779 – Václav Viktor Morávek, sochař (* 5. září 1715)
- 1836 – Hugo František Salm, šlechtic, průmyslník a mecenáš (* 1. dubna 1776)
- 1856 – Matěj Milota Zdirad Polák, básník (* 14. února 1788)
- 1862 – Jakob Ginzel, malíř (* 14. července 1792)
- 1870
  - Karl von Rothkirch-Panthen, rakouský šlechtic, státní úředník a český politik (* 2. prosince 1807)
  - Antonín Arnošt Schaffgotsche, brněnský sídelní biskup (* 16. února 1804)
- 1893 – František Věnceslav Jeřábek, dramatik a básník (* 25. ledna 1836)
- 1886 – Franz Suida, podnikatel a politik německé národnosti (* 1807)
- 1887 – Jan Streng, lékař, rektor UK (* 10. května 1817)
- 1908 – Kristian Petrlík, profesor inženýrského stavitelství, rektor ČVUT (* 20. listopadu 1842)
- 1923 – Anton Rzehak, geolog a archeolog (* 25. května 1855)
- 1925 – Augustin Eugen Mužík, básník a překladatel (* 15. května 1859)
- 1933 – Josef Kocourek, český spisovatel (* 22. ledna 1909)
- 1937 – Eduard Löhnert, československý politik německé národnosti (* 13. června 1872)
- 1947 – Jindřiška Konopásková, básnířka a spisovatelka (* 10. března 1877)
- 1948 – Egon Erwin Kisch, novinář a spisovatel (* 29. dubna 1885)
- 1949 – Jakub Obrovský, sochař, malíř, grafik a spisovatel (* 24. prosince 1882)
- 1950 – Karel Engelmüller, spisovatel a dramatik (* 14. června 1872)
- 1953 – Mikuláš Pružinský, československý politik, ministr slovenské vlády, válečný zločinec (* 13. prosince 1886)
- 1954 – Mario Korbel, sochař (* 22. března 1882)
- 1961 – Bedřich Golombek, novinář a spisovatel (* 5. února 1901)
- 1965 – Antonín Zhoř, spisovatel (* 18. ledna 1896)
- 1968 – Jan Němeček, hudební historik (* 25. února 1896)
- 1972 – Hana Mašková, československá krasobruslařka (* 26. září 1949)
- 1973 – Ota Pavel, prozaik a novinář (* 2. července 1930)
- 1977 – Karel Kopecký, československý fotbalový reprezentant (* 19. května 1921)
- 1978
  - Vladimír Henzl, spisovatel, překladatel, publicista a diplomat (* 2. září 1910)
  - Karel Hájek, novinářský fotograf (* 22. ledna 1900)
- 1980 – Vladimír Holan, básník (* 16. září 1905)
- 1982 – Bedřich Stefan, sochař a medailér (* 9. prosince 1896)
- 1986 – Jarka Mottl, hudební tvůrce (* 2. února 1900)
- 1989 – Ruda Šváb, akademický malíř, ilustrátor, grafik a typograf (* 29. září 1909)
- 1996 – Josef Vachek, lingvista (* 1. března 1909)
- 2010 – Gustáv Herrmann, československý basketbalista (* 16. března 1920)
- 2011 – Zuzana Šavrdová, herečka (* 6. června 1945)
- 2015 – Dalibor Veselý, architekt, historik umění (* 19. června 1934)
- 2022
  - Jan Knaisl, pedagog a publicista (* 14. prosince 1947)
  - Jiří Šalamoun, výtvarník a ilustrátor (* 17. dubna 1935)

### Svět

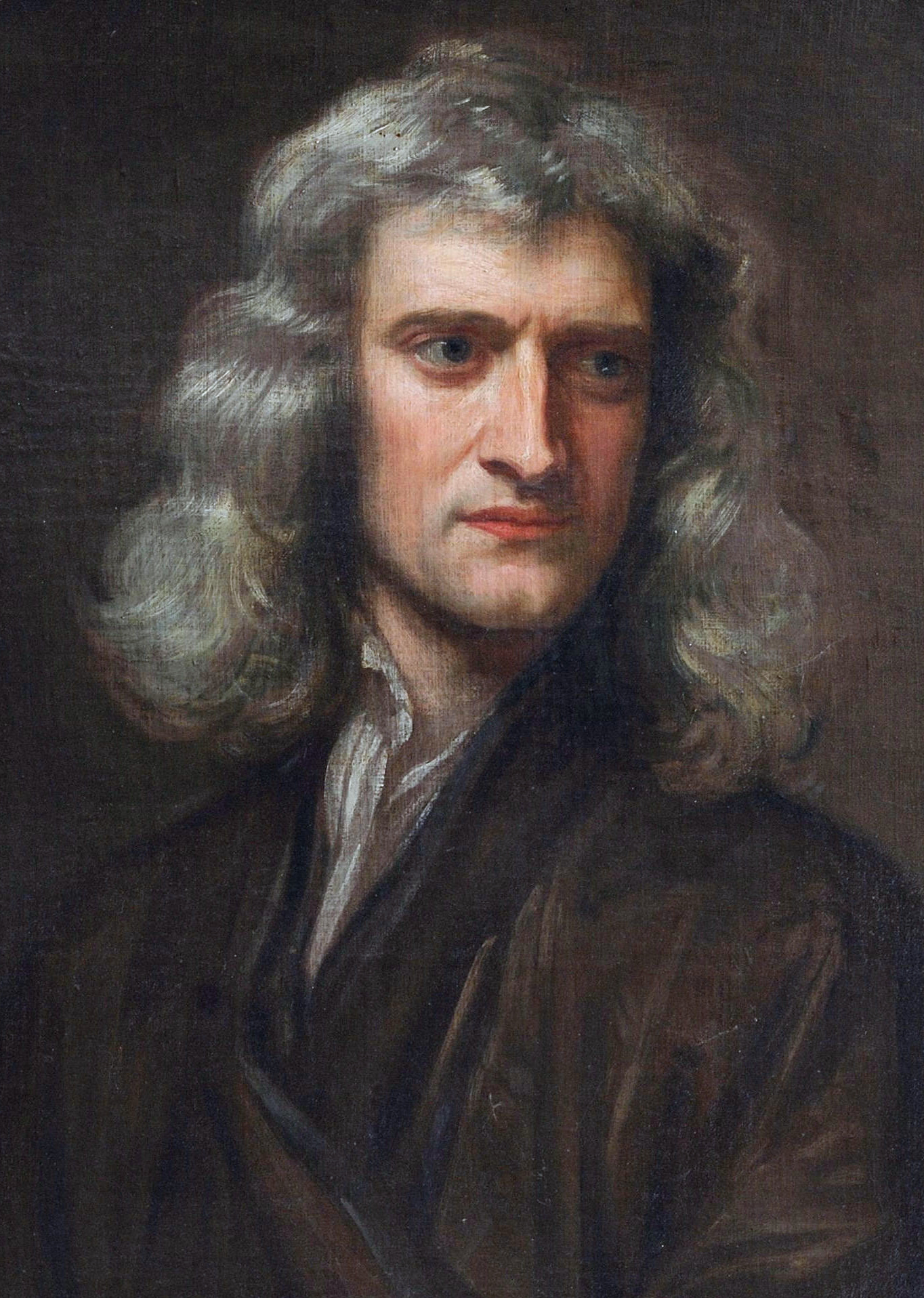
Isaac Newton († 1727)

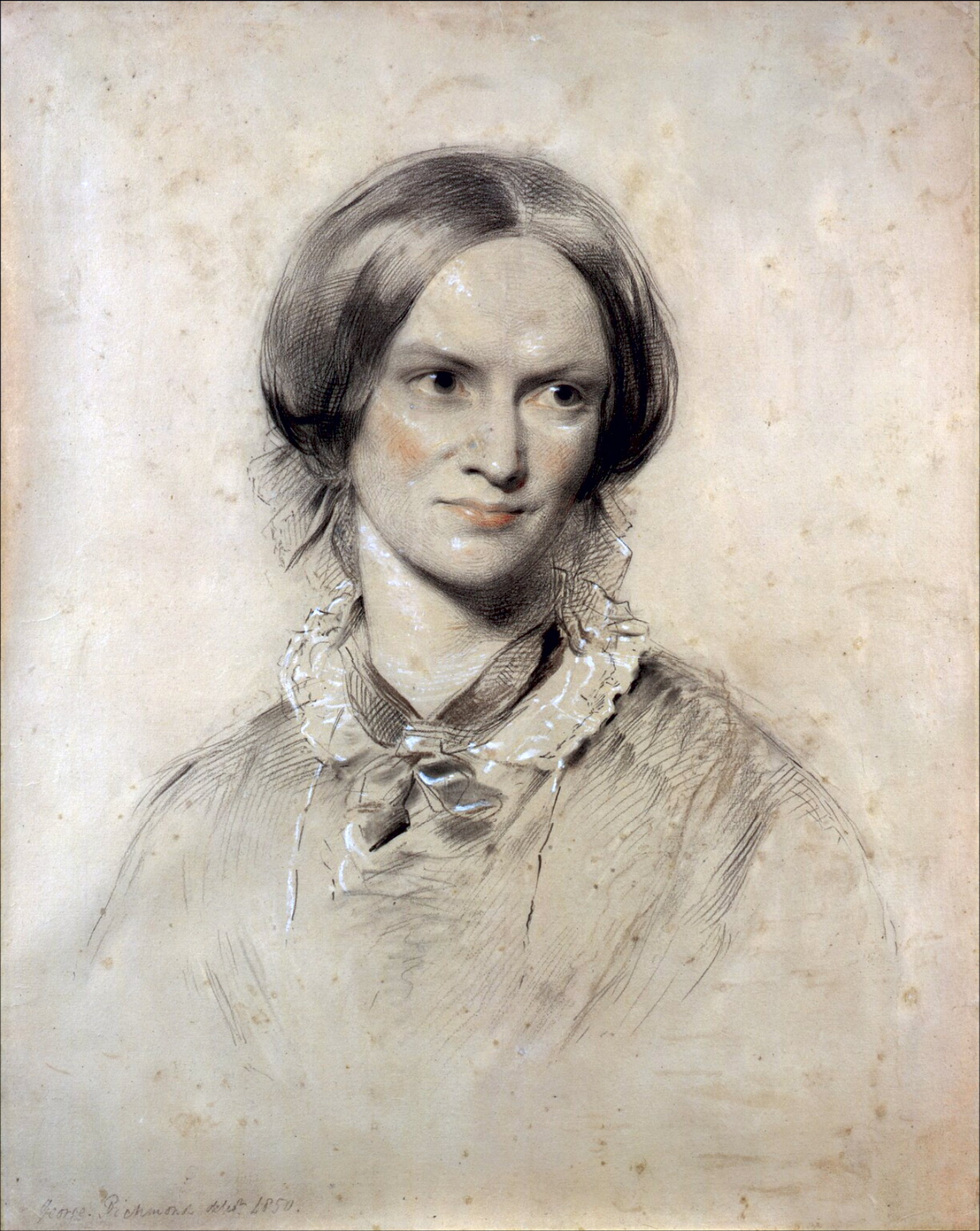
Charlotte Brontëová († 1855)

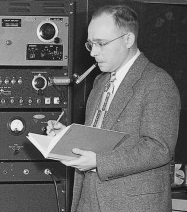
Clifford Shull († 2001)

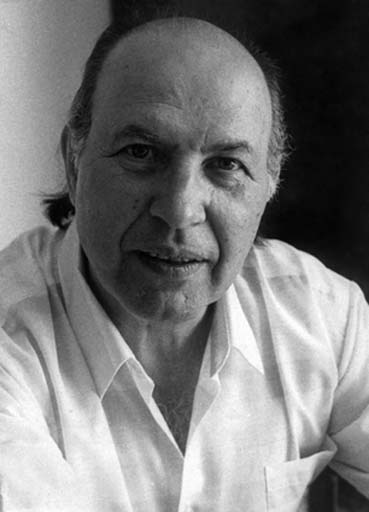
Imre Kertész († 2016)

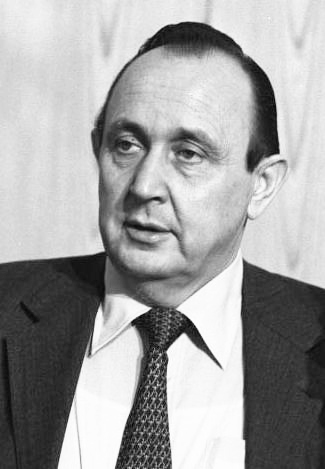
Hans-Dietrich Genscher († 2016)

- 1341 – Ivan I. Kalita, kníže moskevský a vladimirský z dynastie Rurikovců (* 1288)
- 1547 – František I. Francouzský, francouzský král (* 12. září 1494)
- 1567 – Filip I. Hesenský, jeden z vůdců reformace (* 13. listopadu 1504)
- 1621 – Filip III. Španělský, španělský král (* 14. dubna 1578)
- 1631 – John Donne, anglický básník (* asi 1571)
- 1671 – Anna Hydeová, první manželka pozdějšího anglického krále Jakuba II. (* 12. března 1637)
- 1725 – Henry Boyle, 1. baron Carleton, britský státník a šlechtic (* 12. července 1669)
- 1727 – Isaac Newton, anglický fyzik, matematik, astronom, přírodní filosof, alchymista a teolog (* 4. ledna 1643)
- 1797 – Olaudah Equiano, americký otrok a spisovatel (* 1745)
- 1828 – Ida Anhaltská, manželka oldenburského velkovévody Augusta (* 10. března 1804)
- 1837 – John Constable, anglický malíř (* 11. června 1776)
- 1841 – Eduard Gurk, rakouský malíř (* 17. listopadu 1801)
- 1849 – Friedrich Bergius, německý chemik (* 1884)
- 1850
  - John C. Calhoun, americký politik, viceprezident USA (* 18. března 1782)
  - Josef Karl Bernard, česko-rakouský novinář a libretista (* 26. ledna 1780)
- 1855 – Charlotte Brontëová, anglická spisovatelka (* 21. dubna 1816)
- 1859 – Martin Hamuljak, slovenský jazykovědec, redaktor a vydavatel (* 19. dubna 1789)
- 1877 – Augustin Cournot, francouzský filosof a matematik (* 28. srpna 1801)
- 1880 – Henryk Wieniawski, polský houslista a hudební skladatel (* 10. července 1835)
- 1881 – Karolina Dánská, dcera dánského krále Frederika VI. (* 28. října 1793)
- 1886 – Józef Bohdan Zaleski, polský básník (* 14. února 1802)
- 1887 – František de Paula z Lichtenštejna, rakouský šlechtic a generál (* 25. února 1802)
- 1888 – Jean-Marie Guyau, francouzský filozof (* 28. října 1854)
- 1894 – William Robertson Smith, skotský orientalista a evolucionista (* 8. listopadu 1846)
- 1895 – Theodor Brorsen, dánský astronom (* 29. července 1819)
- 1898 – Eleanor Marxová, britská marxistická spisovatelka, dcera Karla Marxe (* 16. ledna 1855)
- 1908 – Antoine Béchamp, francouzský biolog, chemik, fyzik, lékař a farmaceut (* 16. října 1816)
- 1910 – Resan Hanımefendi, manželka osmanského sultána Murada V. (* 28. března 1860)
- 1913 – John Pierpont Morgan, americký bankéř (* 17. dubna 1837)
- 1914 – Christian Morgenstern, německý básník a novinář (* 6. května 1871)
- 1915 – Wyndham Halswelle, britský olympijský vítěz v běhu na 400 metrů (* 30. května 1882)
- 1917 – Emil von Behring, německý lékař, bakteriolog a fyziolog, spoluzakladatel imunologie a sérológie, nositel Nobelovy ceny za fyziologii nebo lékařství (* 15. března 1854)
- 1938 – Emma Barton, anglická fotografka. (* 5. října 1872)
- 1943 – Pavel Miljukov, ruský historik a politik (* 27. ledna 1859)
- 1945
  - Natalia Tułasiewicz, polská mučednice, blahoslavená (* 9. dubna 1906)
  - Hans Fischer, německý organický chemik, nositel Nobelovy ceny (* 27. července 1881)
- 1946
  - Wilhelm Rümann, německý námořní důstojník (* 9. listopadu 1881)
  - John Surtees Standish Prendergast Vereker, 6. vikomt Gort, britský generál a guvernér Malty (* 10. července 1886)
- 1952 – Walter Schellenberg, šéf nacistické špionážní služby (* 16. ledna 1910)
- 1953 – Mikuláš Pružinský, slovenský politik (* 1886)
- 1961 – Giuseppe Maria Palatucci, italský katolický biskup, zachránce Židů před holokaustem (* 25. dubna 1892)
- 1967 – Rodion Jakovlevič Malinovskij, maršál Sovětského svazu (* 23. listopadu 1898)
- 1970 – Semjon Konstantinovič Timošenko, maršál SSSR (* 18. února 1895)
- 1976 – Paul Strand, americký fotograf a kameraman českého původu (* 16. října 1890)
- 1980 – Jesse Owens, americký sprinter a dálkař (* 12. září 1913)
- 1988 – William McMahon, předseda vlády Austrálie (* 23. února 1908)
- 1991 – John Carter, americký klarinetista, saxofonista a flétnista (* 24. září 1929)
- 1992 – Václav Medek, slovenský matematik (* 1923)
- 1993 – Brandon Lee, americký herec (* 1965)
- 1995 – Selena, mexicko-americká zpěvačka (* 1971)
- 1997 – Lyman Spitzer, americký teoretický fyzik (* 26. června 1914)
- 2000 – Gisèle Freundová, francouzská fotografka (* 19. prosince 1908)
- 2001 – Clifford Shull, americký fyzik, Nobelova cena za fyziku 1994 (* 23. září 1915)
- 2006 – Jackie McLean, americký jazzový altsaxofonista (* 17. května 1931)
- 2007 – Paul Watzlawick, americký psycholog (* 25. července 1921)
- 2008 – Halszka Osmólska, polská paleontoložka (* 15. září 1930)
- 2009 – Raúl Alfonsín, argentinský právník a politik, bývalý prezident Argentiny (* 12. března 1927)
- 2010
  - Keith Kissack, britský historik (* 18. listopadu 1913)
  - Gustáv Herrmann, slovenský basketbalista (* 1920)
- 2011 – Anton Kozman, slovenský fotbalista (* 1937)
- 2012 – Lise London, francouzská komunistická odbojářka a aktivistka (* 15. února 1916)
- 2014 – Frankie Knuckles, americký DJ a hudební producent (* 1955)
- 2015 – Ralph Sharon, britský jazzový klavírista (* 17. září 1923)
- 2016
  - Imre Kertész, maďarský spisovatel, nositel Nobelovy ceny (* 3. listopadu 1929)
  - Zaha Hadid, irácko-britská architektka (* 31. října 1950)
  - Hans-Dietrich Genscher, německý politik (* 1927)
- 2020
  - Eva Krížiková, slovenská herečka (* 15. července 1934)
  - Wallace Roney, americký jazzový trumpetista (* 25. května 1960)

## Svátky

### Česko
- Kvido

### Svět
- Slovensko: Benjamín
- Malta: Den svobody
- Světový den zálohování dat
- Mezinárodní den viditelnosti transgender osob
- Americké Panenské ostrovy: Transfer Day (je-li pondělí)
- USA: Caesar Chavez Day
- Ázerbájdžán: Den ázerbájdžánské genocidy

### Liturgický kalendář
- Blahoslavená Balbína

## Pranostiky

### Česko
- O svaté Balbíně je už u nás po zimě.

| 31. březen v pražském KlementinuÚdaje jsou platné k 29. 4. 2025. | 31. březen v pražském KlementinuÚdaje jsou platné k 29. 4. 2025. | 31. březen v pražském KlementinuÚdaje jsou platné k 29. 4. 2025. |
| minimum                                                          | denní průměr                                                     | maximum                                                          |
| ---------------------------------------------------------------- | ---------------------------------------------------------------- | ---------------------------------------------------------------- |
| −8,0 °C (1785)                                                   | 8,5 °C (od 1961)                                                 | 22,9 °C (2021)                                                   |